# Anthony Schwartz
Anthony Schwartz (* 5. September 2000 in Pembroke Pines, Florida) ist ein US-amerikanischer American-Football-Spieler auf der Position des Wide Receivers. Er spielt bei den Miami Dolphins in der National Football League (NFL) und stand von 2021 bis 2023 bei den Cleveland Browns unter Vertrag. Daneben ist er Sprinter und hielt von 2017 bis 2022 den Weltrekord über die 100 Meter bei den unter 18-jährigen.

## Frühe Jahre
Schwartz wurde in Pembroke Pines, Florida, geboren und wuchs dort auch auf. Er besuchte die American Heritage School in Plantation, an der er in der Football- und Leichtathletikmannschaft aktiv war. In der Footballmannschaft war er als Wide Receiver aktiv und konnte seiner Mannschaft zu zwei Titeln in der Class 5A in Florida verhelfen. Er galt als einer der besten Wide Receiver seines Jahrgangs. Daneben war er ein überaus erfolgreicher Leichtathlet. Im März 2017 lief er bei den Meisterschaften im Staat Florida die 100 Meter in 10,15 Sekunden und erhielt dadurch den Weltrekord der unter 18-jährigen auf dieser Distanz. In der Folge wurde er Meister im Staat Florida über die 100 Meter und die 200 Meter. Außerdem gewann er den Gatorade National Track and Field Athlete of the Year Award als bester Leichtathlet des Jahres in seiner Altersklasse. 2017 repräsentierte er die Vereinigten Staaten bei den U-20-Panamerika-Leichtathletikmeisterschaften in Trujillo, Peru, und konnte mit der 4-mal-100-Meter-Staffel die Goldmedaille gewinnen. Im darauf folgenden Jahr nahm er an der Leichtathletik-U20-Weltmeisterschaft in Tampere, Finnland teil. Im Finale über die 100 Meter wurde er mit einer Zeit von 10,22 Sekunden Zweiter, mit der 4-mal-100-Meter-Staffel konnte er allerdings erneut das Rennen und somit auch die Goldmedaille gewinnen.
Nach seinem Highschoolabschluss erhielt Schwartz ein Stipendium der Auburn University aus Auburn, Alabama. Auch am College war er in der Football- und Leichtathletikmannschaft aktiv. So hält er unter anderem den Schulrekord über die 60 Meter. Aufgrund von Verletzungen und dem Ausfall der Leichtathletiksaison aufgrund der COVID-19-Pandemie entschied er, sich fortan auf Football zu fokussieren. Bereits in seinem Freshman-Jahr an der Universität war er Stammspieler und kam regelmäßig als Wide Receiver in der Footballmannschaft zum Einsatz. So kam er in insgesamt 33 Spielen zum Einsatz, bei denen er 117 Pässe für 1433 Yards und 6 Touchdowns fing. Daneben konnte er mit dem Ball für 323 Yards und 7 Touchdowns laufen. Auch mit seiner Mannschaft war er erfolgreich, so konnten sie 2018 den Music City Bowl gewinnen.

## NFL
Beim NFL Draft 2021 wurde Schwartz in der 3. Runde an 91. Stelle von den Cleveland Browns ausgewählt. Sein Debüt in der NFL gab er direkt am 1. Spieltag der Saison 2021 bei der 29:33-Niederlage gegen die Kansas City Chiefs. Bei dem Spiel konnte er den Ball insgesamt dreimal für 69 Yards fangen sowie mit dem Ball einmal für 17 Yards laufen. In der Folge kam er als Back-Up auf der Position des Wide Receivers zum Einsatz und wurde nebenbei auch als Kick Returner eingesetzt. So konnte er am 5. Spieltag bei der 42:47-Niederlage gegen die Los Angeles Chargers 5 Kicks für 109 Yards zurücktragen, sein erstes Spiel mit über 100 Returning Yards und bis dato sein Karrierehöchstwert. Am 7. Spieltag stand er beim 17:14-Sieg gegen die Denver Broncos erstmals in der Startformation der Browns und konnte dabei 2 Pässe für 22 Yards fangen. Bei der 22:24-Niederlage gegen die Green Bay Packers am 16. Spieltag konnte Schwartz schließlich seinen ersten Touchdown in der NFL nach Pass von Baker Mayfield fangen. Insgesamt kam er in seiner Rookie-Saison in 14 Spielen zum Einsatz, davon zweimal als Starter, und konnte den Ball für 135 Yards und einen Touchdown fangen.
Auch in seiner zweiten Saison in der NFL kam er über die Rolle als Backup nicht hinaus. Er kam zumeist in den Special Teams zum Einsatz. Am 11. Spieltag stand er bei der 23:31-Niederlage gegen die Buffalo Bills das einzige Mal in der Startformation. In der darauffolgenden Woche konnte er beim 23:17-Sieg gegen die Tampa Bay Buccaneers einen Touchdown erlaufen. Am 13. Spieltag zog er sich beim 27:14-Sieg gegen die Houston Texans eine Gehirnerschütterung zu, wegen der er nach dem Spiel auf die Injured Reserve List gesetzt wurde und den Rest der Saison verletzungsbedingt verpasste. Insgesamt fing er in elf Spielen lediglich vier Pässe für 51 Yards, zudem absolvierte er vier Läufe für 57 Yards und einen Touchdown. Vor Beginn der Saison 2023 wurde Schwartz von den Browns entlassen, landete aber wegen einer Verletzung zunächst auf der Injured Reserve List. Am 19. September 2023 wurde sein Vertrag aufgelöst.
Am 13. November 2023 nahmen die Miami Dolphins Schwartz für ihren Practice Squad unter Vertrag. Dort kam er jedoch in keinem Spiel zum Einsatz. Im Januar unterschrieb er einen Reserve/Future-Vertrag bei den Dolphins.

## Karrierestatistiken
| Saison                             | Team             | Spiele       | Spiele       | Gefangen     | Gefangen     | Gefangen     | Gefangen     | Gefangen     | Gelaufen     | Gelaufen     | Gelaufen     | Gelaufen     | Gelaufen     | Fumbles      | Fumbles      | Kick Returns | Kick Returns | Kick Returns | TD ges       |
| Saison                             | Team             | Spiele       | Starter      | Passfänge    | Yards        | Avg          | Lang         | TD           | Versuche     | Yards        | Avg          | Lang         | TD           | Fumbles      | verlorene    | Anzahl       | Yards        | TD           | TD ges       |
| ---------------------------------- | ---------------- | ------------ | ------------ | ------------ | ------------ | ------------ | ------------ | ------------ | ------------ | ------------ | ------------ | ------------ | ------------ | ------------ | ------------ | ------------ | ------------ | ------------ | ------------ |
| 2021                               | Browns           | 14           | 2            | 10           | 135          | 13,5         | 44           | 1            | 6            | 39           | 6,5          | 17           | 0            | 0            | 0            | 15           | 322          | 0            | 1            |
| 2022                               | Browns           | 11           | 1            | 4            | 51           | 12,8         | 19           | 0            | 4            | 57           | 14,3         | 31           | 1            | 1            | 1            | 0            | 0            | 0            | 1            |
| 2023                               | Dolphins         | ohne Einsatz | ohne Einsatz | ohne Einsatz | ohne Einsatz | ohne Einsatz | ohne Einsatz | ohne Einsatz | ohne Einsatz | ohne Einsatz | ohne Einsatz | ohne Einsatz | ohne Einsatz | ohne Einsatz | ohne Einsatz | ohne Einsatz | ohne Einsatz | ohne Einsatz | ohne Einsatz |
| Gesamte Karriere                   | Gesamte Karriere | 25           | 3            | 14           | 186          | 13,3         | 44           | 1            | 10           | 96           | 9,6          | 31           | 1            | 1            | 1            | 15           | 322          | 0            | 2            |
| Quelle: pro-football-reference.com |                  |              |              |              |              |              |              |              |              |              |              |              |              |              |              |              |              |              |              |